# 252

## Události
- Peršané dobývají Arménii – sásánovský princ Hormizd Ardašír arménským králem.
- Papež Kornélius je na rozkaz římského císaře Treboniana Galla zatčen.

#### Probíhající události
- 249–262: Cypriánův mor

## Hlavy států
- Papež – Kornélius (251–253) + Novacián, vzdoropapež (251–258)
- Římská říše – Trebonianus Gallus (251–253) + Volusianus, spoluvladař (251–253)
- Perská říše – Šápúr I. (240/241–271/272)
- Kušánská říše – Vášiška (247–267)
- Arménie – Artavazd VI. (252–283)
- Kavkazská Iberie – Mirdat II. Iberský (249–265)

Indie:
- Guptovská říše – Maharádža Šrí Gupta (240–280)